# SMOOTHER
「SMOOTHER」（スムーサー）は、日本のギタリストである高中正義が1987年11月25日にリリースした19枚目のシングルである。

## 解説
ベスト・アルバム『SWEET NOIZ MAGIC -Master Mix Best-』と同時発売された。
「SMOOTHER」は、テレビ朝日系『ニュースシャトル』のエンディングテーマに使用された。
カップリングの「STANDING ON THE EDGE OF LOVE」は、アルバム『RENDEZ-VOUS』からのシングルカットで、前作の「BAD CHICKEN」に引き続き、薬師丸ひろ子が出演した東芝ビデオ DIGITAL・Hi-FiのCMソングに使用された。

## 収録曲
| 全作曲・編曲: 高中正義。 |                                  |              |            |      |
| #                        | タイトル                         | 作詞         | 作曲・編曲 | 時間 |
| 1.                       | 「SMOOTHER」                     |              | 高中正義   | 4:42 |
| 2.                       | 「STANDING ON THE EDGE OF LOVE」 | Daryl Canada | 高中正義   | 5:06 |
| 合計時間:                | 合計時間:                        | 合計時間:    | 9:48       |      |